# Julij Nemanič
Julij Nemanič, slovenski poslanec, agronom, enolog,  * 25. december 1938, Drašiči (Slovenija).
Rojen je bil 25. 12. 1938 v belokranjski vasi Drašiči.
Diplomiral je na Agronomski fakulteti Ljubljana iz vinogradništva. Leta 1978 je magistriral v Zagrebu na Fakulteti poljoprivrednih znanosti. Leta 1993 je doktoriral na Prehrambeno-biotehnološki fakulteti v Zagrebu.
Od leta 1965 do 1988  je bil zaposlen v Kmetijski zadrugi Metlika, na delovnem mestu enologa, kasneje je postal direktor TOZD Vinske klet. Od leta 1988 do upokojitve je bil zaposlen na Kmetijskem inštitutu Slovenije v  Ljubljani, na delovnem mestu raziskovalca v vinarstvu, kasneje pa kot predstojnik Centralnega laboratorija. Je eden najbolj priznanih slovenskih enologov.
V Slovensko kmečko zvezo se je včlanil leta 1989. Na volitvah v družbenopolitični zbor 8. aprila 1990 je kandidiral na listi Slovenske kmečke zveze ter bil tudi izvoljen v Skupščino Republike Slovenije. Na naslednjih parlamentarnih volitvah ni več kandidiral.